# Morphine

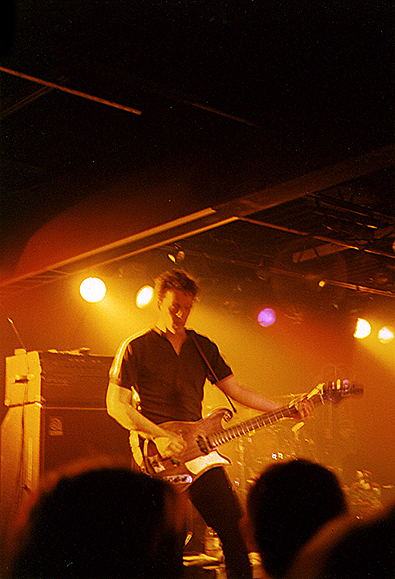
Mark Sandman, 1997

Morphine war eine US-amerikanische Indie-Rock-/Jazzrock-Band, die von 1989 bis zum Tod ihres Frontmannes Mark Sandman 1999 existierte. In dieser Zeit veröffentlichte sie vier Studioalben, ein fünftes, The Night, wurde postum im Jahr 2000 veröffentlicht.

## Geschichte
Morphine wurde 1989 von Mark Sandman, Sänger und Bassist der Band Treat Her Right, und dem (Bariton-)Saxophonisten Dana Colley gegründet. Zusammen mit Schlagzeuger Jerome Deupree schloss die Band 1991 einen Plattenvertrag mit der Bostoner Plattenfirma Accurate/Distortion ab und veröffentlichte dort ihr Debütalbum Good, wechselte aber bald zu Rykodisc, wo Good am 8. September 1992 erneut veröffentlicht wurde. Während der Aufnahmen zum Zweitling Cure for Pain wurde Jerome Deupree aus gesundheitlichen Gründen durch Billy Conway ersetzt. In dieser Besetzung folgte 1995 das Album Yes. Der Wechsel zu dem Major-Label DreamWorks Records im Jahr 1997 und das am 11. März desselben Jahres veröffentlichte vierte Album Like Swimming sollten Morphine den erhofften Durchbruch bringen, dieser blieb jedoch aus. Das Video zur Single Early to Bed wurde 1998 für einen Grammy in der Kategorie „Short Form Music Video“ nominiert, verlor aber gegen Got Till It’s Gone von Janet Jackson.
1998 begann auch Jerome Deupree wieder mit Morphine zu proben und aufzutreten. In den folgenden Monaten nahm Morphine, nun als Quartett, das Album The Night auf. Noch vor der Veröffentlichung erlitt Mark Sandman jedoch am 3. Juli 1999 einen Herzinfarkt während eines Auftritts auf dem Nel-Nome-del-Rock-Festival in Palestrina und starb auf dem Weg ins Krankenhaus. Die Band löste sich wenig später auf.
The Night wurde schließlich am 1. Februar 2000 veröffentlicht und erlangte weitgehend positive Kritiken; so bewertete es das Musikmagazin Rolling Stone mit 3,5 von 5 Punkten. Am 26. September 2000 erschien mit Bootleg Detroit, einem Mitschnitt eines Auftritts vom 7. März 1994, das einzige Livealbum von Morphine bei Rykodisc.
Unter dem Namen Members of Morphine, seit 2014 Vapors of Morphine traten Dana Colley und Jerome Deupree seit 2009 wieder gemeinsam auf. Deupree verließ die Gruppe aus gesundheitlichen Gründen im November 2018. Billy Conway starb mit 65 Jahren im Dezember 2021.

## Stil und Rezeption
Der Stil der Morphine-Veröffentlichungen ist geprägt von langsamen Rhythmen und dem Saxophonspiel von Dana Colley, auf Gitarren wird fast völlig verzichtet. Diese Kombination aus Jazz-, Rock- und Blueselementen, die von Morphine erstmals populär gemacht wurde, wurde später als Dream rock, von Mark Sandman selbst auch als Low rock, bezeichnet. Insbesondere Sandmans Bass-Spiel gilt als prägend für die nachfolgende Generation von Musikern wie bspw. Les Claypool.
Obgleich ihnen ein großer kommerzieller Durchbruch ebenso wie überragende Charterfolge verwehrt blieben, so erspielten sich Morphine doch eine treue Fangemeinde.

## Diskografie

### Studioalben
- 1991: Good (1992 erneut veröffentlicht)
- 1993: Cure for Pain
- 1995: Yes
- 1997: Like Swimming
- 2000: The Night

### Livealben
- 1997: B-Sides and Otherwise (Zusammenstellung von B-Seiten und Liveaufnahmen)
- 2000: Bootleg Detroit

### Singles
- 1993: Buena
- 1993: Thursday
- 1994: Cure for Pain
- 1995: Super Sex
- 1995: Honey White
- 1997: Early to Bed
- 1997: Murder for the Money
- 1999: Eleven O'Clock